# Giuseppe Checchia Rispoli
Giuseppe Checchia Rispoli (San Severo, 21 aprile 1877 – Roma, 30 novembre 1947) è stato un geologo e paleontologo italiano.

## Biografia
Laureatosi nel 1900 in scienze naturali, conseguì la libera docenza nel 1908. Insegnò geologia e paleontologia nelle università di Palermo (dal 1908), Cagliari (dal 1926) e Roma (titolare di paleontologia dal 1928 e di geologia dal 1935).
Lasciò una ricca e svariata produzione scientifica, comprendente lavori di stratigrafia, geologia e paleontologia (oltre centottanta pubblicazioni), tra i quali molto noti e importanti sono il rilevamento geologico della Capitanata, gli studi sui macroforaminiferi e sugli echinidi nonché la descrizione delle faune fossili della Tripolitania e della Somalia. Pose per primo, inoltre, le basi per l'interpretazione dei fenomeni geologici che si sono succeduti in Puglia.
Socio di varie accademie, tra cui quella dei Lincei (dal 1935), ebbe numerose onorificenze.